# El conejo (programa de televisión)
El conejo es un programa de entretenimiento paraguayo conducido por Palo Rubín. El programa es emitido desde el año 1996. Es transmitido los sábados a las 21:00 p. m. por Telefuturo.

## Estructura
El conejo, con juegos, invitados, cápsulas de humor, en vivo todos sus personajes con el conductor Palo Rubín. Una vez por semana el entretenimiento para toda la familia en el prime time del canal, los sábados por la noche el televidente con dinámicas y juegos en piso puede participar de innumerables promociones con sorteos, para acceder a interesantes premios. 
Clásicos segmentos con recorrido por todo el país en divertidas situaciones, cámaras ocultas, actualidad desde un enfoque diferente, invitados en vivo y desafíos con el público a través de enlaces en vivo y por mensajes sms.
Ahora El Conejo, despliega una nueva imagen con un impresionante set, en donde sobresalen los colores del programa, y lucen los personajes de mejor manera, siempre tratando de tener al público frente a los televisores como en todas sus exitosas temporadas.
Durante los 29 años de historia. Siempre fue líder por casi el doble y a veces el triple con respecto a la competencia. En 3 ocasiones, perdió algunos sábados. Sin embargo, el rating total anual, le dieron nuevamente el liderazgo.

## Elenco actual
- Palo Rubín
- Oscar González (Yerno de Palo Rubín)
- Delfi One